# Maja-Li Iafrate Danielsson
Maja-Li Iafrate Danielsson (* 5. Oktober 2006) ist eine französische Snowboarderin schwedischer Herkunft. Sie startet ausschließlich im Snowboardcross.

## Karriere
Iafrate Danielsson gab ihr internationales Renndebüt am 16. Januar 2022 bei einem FIS-Rennen in Baqueira-Beret, welches sie auf Anhieb gewinnen konnte. Bereits zwei Monate später, am 12. März, gab sie beim Rennen auf der Reiteralm ihr Weltcupdebüt, wobei sie mit Platz 17 auf Anhieb Weltcuppunkte gewinnen konnte.
Ihr erstes internationales Großereignis sollte sei bei den Snowboard-Juniorenweltmeisterschaften 2022 in Veysonnaz geben, jedoch trat sie trotz einer Meldung nicht an. Bei den Olympischen Jugend-Winterspielen 2024 in Gangwon gewann sie sowohl im Snowboardcross als auch im Mixed Team die Silbermedaille.
Ihren ersten Podestplatz im Weltcup erreichte sie zu Beginn der Saison 2024/25 mit Rang 3 in Cervinia.

## Erfolge

### Weltcup
- 3 Platzierungen unter den besten 10, davon ein Podestplatz

### Juniorenweltmeisterschaften
- Veysonnaz 2022: DNS Snowboardcross
- Gudauri 2024: 5. Snowboardcross, 5. Snowboardcross Mixed Team

### Europacup
- 8 Podestplätze, davon 2 Siege

| Datum         | Ort        | Land       | Disziplin      |
| ------------- | ---------- | ---------- | -------------- |
| 14. März 2024 | Isola 2000 | Frankreich | Snowboardcross |
| 22. März 2024 | Lenk       | Schweiz    | Snowboardcross |

### Olympische Jugend-Winterspiele
- Gangwon 2024: 2. Snowboardcross, 2. Snowboardcross Mixed Team

### Weitere Erfolge
- 2 Siege bei FIS-Rennen